# Andrena puffina
Andrena puffina är en biart som beskrevs av Warncke 1975. Andrena puffina ingår i släktet sandbin, och familjen grävbin. Inga underarter finns listade i Catalogue of Life.